# Karl Brinkmann
Karl Brinkmann (* 9. September 1854 in Ragnit, Preußisch Litauen; † 7. Januar 1901 in Berlin) war ein deutscher Jurist in der Kommunalverwaltung.

## Leben
Brinkmann besuchte die Königliche Litthauische Provinzialschule in Tilsit. Nach dem Abitur immatrikulierte er sich zum Sommersemester 1873 an der Albertus-Universität Königsberg. Er wurde im Corps Masovia und bewährte sich als Fuchsmajor und Consenior. Nach dem Examen, dem Referendariat und der Assessorprüfung beim Oberlandesgericht Königsberg ließ er sich 1880 als Rechtsanwalt in Tilsit nieder. 1883 wurde er zum Bürgermeister von Tilsit gewählt. Da er sich in der Deutschen Freisinnigen Partei engagierte, wurde ihm die Bestätigung von der Regierung in Gumbinnen verweigert. 1894 wählte ihn die Stadtverordnetenversammlung von Königsberg i. Pr. zum Zweiten Bürgermeister. Als er bei der Einweihung der Neuen Synagoge Königsberg für die Stadt sprach, wandte er sich gegen die aufkommende Judenfeindlichkeit. Seit 1895 arbeitete er im Hauptausschuss des Deutschen Vereins für öffentliche und private Fürsorge. Gerade zum Zweiten Bürgermeister von Berlin gewählt, starb er dort im Jahr 1901 im Alter von 46 Jahren. Beigesetzt wurde er auf dem Friedhof II der Jerusalems- und Neuen Kirche vor dem Halleschen Tor. Das Grab ist nicht erhalten. Das Stadtarchiv von Kaliningrad besitzt keine Unterlagen oder Bilder von Brinkmann.

## Veröffentlichungen
- Ehrenamtliche und berufsamtliche Thätigkeit in der städtischen Armenpflege. Duncker und Humblot, Leipzig 1894. GoogleBooks
- Die Armenpflege in ihren Beziehungen zu den Leistungen der Socialgesetzgebung. Duncker und Humblot, Leipzig 1897, GoogleBooks
- mit Willi Cuno: Die für das Armenwesen wichtigsten Vorschriften des bürgerlichen Gesetzbuches. Duncker und Humblot, Leipzig 1899. GoogleBooks